# Homokember

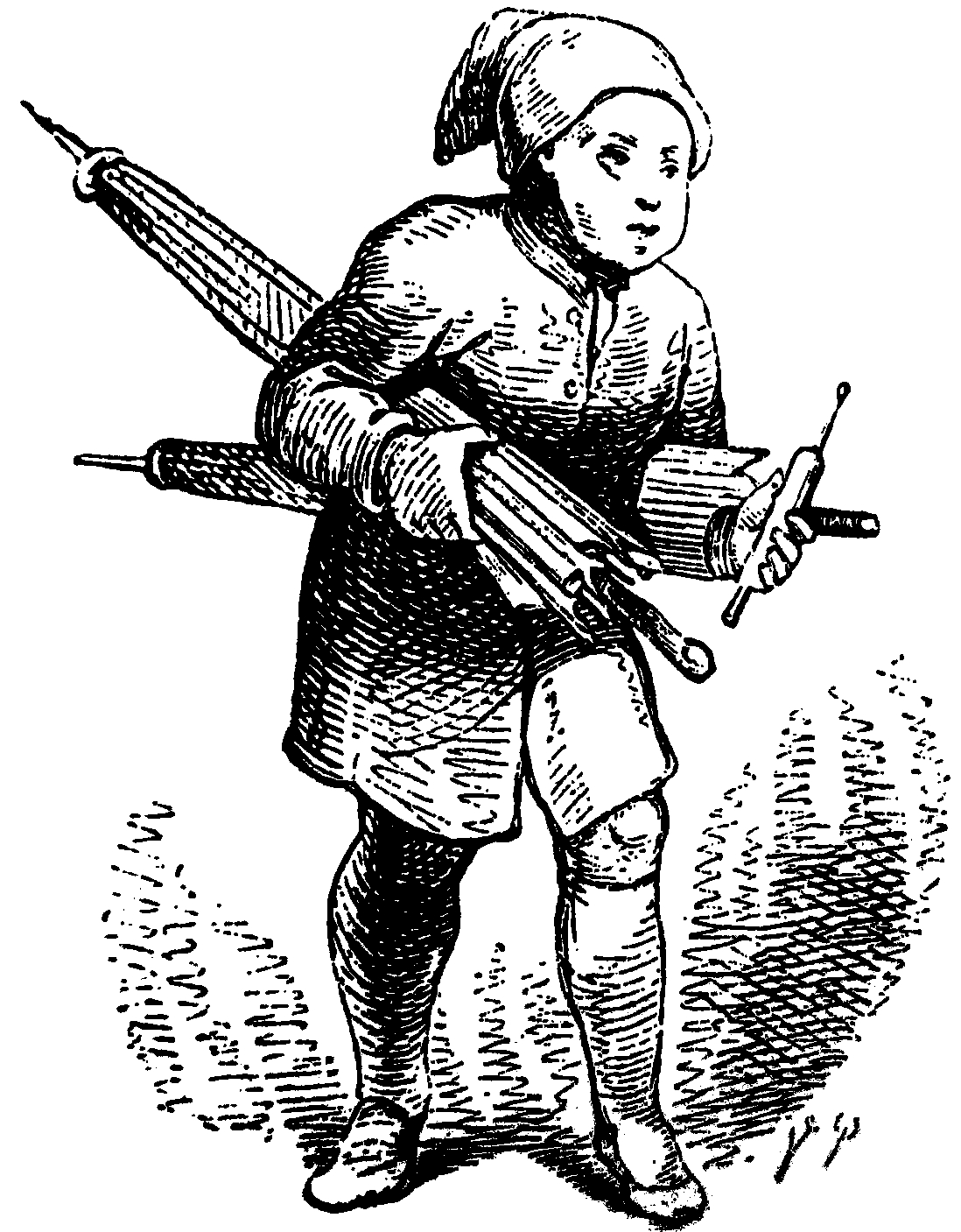
Vilhelm Pedersen rajza Hans Christian Andersen „Ole Lukøje” (A homok-ember) meséjéhez

A homokember (angol: Sandman; német: Sandmann; hollandul: het Zandmannetje vagy Klaas Vaak) egy mitikus lény az észak- és nyugat-európai néphagyományban, aki arról ismert, hogy éjszaka az emberek szemére mágikus homokot szór, így szép álmokat hozva nekik.

## A néphagyományban
A homokember sok gyermekeknek szóló mesében és könyvben szerepel. A skandináv néphagyomány úgy tartja, hogy a gyermekek szemére éjszaka homokot szór, így altatja el őket. Az ébredéskor csipás szemet a homokember munkájának tulajdonítják. 

## Az irodalomban
E. T. A. Hoffmann (1776–1822) 1816-ban írta meg a Der Sandmann című történetét, mely azonban egy baljós, rémisztő karakterként mutatta be a lényt. A főszereplő dajkája elmondja, hogy a homokember homokot szór az aludni nem akaró gyermekek szemébe, ami ettől kiesik, a homokember pedig elviszi a szemeket a Holdra a fészkébe, hogy azzal etesse a gyermekeit. A főszereplő ezután azonosítja a lényt az apjának munkatársával, Coppeliusszal. 
A román folklórban is jelen van egy hasonló karakter Moș Ene (az Öreg Ene) néven. 
Hans Christian Andersen 1841-es Ole Lukøje című népmeséje a homokemberről szól, a cím az ő neve. A mese egy kisfiúról szól, akinek egy héten keresztül minden este álmot bocsát a szemére a homokember a mágikus porával. A „Lukøje” név is erre utal, ami dánul zárt szemet jelent. Andersen így ír: 
„Egész világon senki sincs, ki annyi mesét tudna, mint a homokember, az tud ám mesélni!
Estve, midőn a gyermekek még asztalnál ültek, vagy kis székeiken, nagy sietve feljő a lépcsőkön; harisnyában jár, az ajtót egészen csöndesen nyitja föl, és homokot szór a gyermekek szemeibe. De ez koránt sem valami darabos homok, hanem azon faj, melyből a homoktortát készítik, oly finom, mégis elég azonban arra, hogy a gyermekek ne tarthassák nyitva szemeiket, azért nem látják őt; ilyenkor aztán mögéjök lopódzik, s csöndesen nyakukra lehel; erre fejök oly nehéz lesz – de nem fáj; mert a homokember épen jót akar a gyermekeknek, csak azt kívánja, nyugodtan maradjanak, s nyugodtak leginkább ágyban szoktak lenni; legyenek csöndesen, hogy meséket mondhasson nekik.
Ha már alusznak a gyermekek, a homokember az ágy szélére ül. Öltözete tiszta és finom, kabátja selyemből van, de hogy milyen színű, lehetetlen megmondani, mert az aszerint, amint fordul, majd zöld, majd piros, majd kék színben tündököl; mindkét karja alatt esernyőt tart, egyiket teli képekkel, ezt a jó gyermekek fölé tartja, és akkor egész éjjel a legszebb történeteket álmodják; s a másik esernyőn semmi nincs, ezt a pajkos gyermekek fölé tartja, s ezek aztán némán s bután alusznak, s midőn reggel fölébrednek, nem álmodtak semmit.”
A svéd fordításban Jonnak vagy John Blundnak hívják, az afrikaans nyelvben pedig Klaas Vaaknak nevezik.

## Lásd még
- Roy Orbison In Dreams c. dala
- Morpheusz – az álmok görög istene
- Mr. Sandman (dal)
- The Sandman (képregény)
- A Mikulás 3. mondata: A menekülési záradék (film)
- Wee Willie Winkie (skót altatódal)
- Enter Sandman (dal)
- Az öt legenda (film)

## Fordítás
- Ez a szócikk részben vagy egészben  a   Sandman című angol Wikipédia-szócikk ezen változatának fordításán alapul.  Az eredeti cikk szerkesztőit annak laptörténete sorolja fel. Ez a jelzés csupán a megfogalmazás eredetét és a szerzői jogokat jelzi, nem szolgál a cikkben szereplő információk forrásmegjelöléseként.